# 吉備上道兄君
吉備上道 兄君（きびのかみつみち の えきみ、生年不明 - 雄略天皇23年（479年））は、日本古代の5世紀後半の吉備上道の豪族。父は吉備上道田狭（きびのかみつみち の たさ）。母親は吉備稚媛。弟君の同父兄で、磐城皇子（いわきのみこ）、星川稚宮皇子（ほしかわのわかみやのみこ）の異父兄。

## 経歴
吉備上道田狭の長男で、恐らく後継者であったろうと思われる。
母親については、「田狭臣、稚媛を娶りて、兄君、弟君を生めり」とあり、吉備上道臣の女（むすめ）あるいは吉備窪屋臣の娘である稚媛であると思われる。ただし、続けて「別本（ことふみ）に云はく、「田狭臣が婦（め）が名は、毛媛（けひめ）といふ。葛城襲津彦（かずらき の そつひこ）の子、玉田宿禰（たまだ の すくね）の娘なり」ともあり、どちらが本当の母親なのか、疑わしくなる。田狭に毛媛と稚媛の二人の妻が居た、ということなのかも知れない。ここでは、稚媛説に従う。
父親、田狭が妻である稚媛の美貌を褒め称えたため、雄略天皇に横恋慕され、田狭が任那国司（派遣官）である間に、天皇が稚媛を後宮に入れてしまった。結果、母親と生別する（「別本」では、この時に父親も殺されたともいう）。
西暦に換算すると、463年に天皇の命で弟の弟彦が吉備海部直赤尾（きびのあま の あたい あかお）とともに朝鮮半島へ行った。新羅征伐と百済からの「才伎」（てひと、技術者）入手が目的である。弟はそこで新羅に亡命した父親の伝言に賛意し、謀叛未遂をしたという理由で、嫁である樟媛（くすひめ）によって暗殺された。
兄君のところへは、田狭からの伝言が届いた、という記録は存在しない。
その後、父親である田狭は行方知れずになってしまった。
この間に、母親の稚媛は、雄略天皇との間に磐城皇子と星川稚宮皇子の二人の皇子を儲ける。
西暦478年、白髪皇子（しらか の みこ、のちの清寧天皇）が皇太子になる。
西暦479年、雄略天皇崩御。
時を経ずして、稚媛とともに星川皇子を担いだクーデターに協力し、大蔵の官（つかさ)を占拠する。ところが、雄略天皇の遺詔に従った大伴室屋連（おおとも の むろや むらじ)、東漢掬直（やまとのあや の つか の あたい）らによって大蔵を取り囲まれて放火され、稚媛、星川皇子ともども焼け死んでしまった、と伝えられている。
この月に、一族の吉備上道臣たちは水軍40艘で来援しようとしていた。ところが、乱が鎮圧されたので引き返してしまった。皇太子であった清寧天皇は、吉備氏の治めていた山部を没収した。
この時の「上道臣」は田狭か、（『書紀』の該当箇所の記述に誤りがあれば）兄君に相当し、あるいは兄君、弟君の子孫か兄弟であったことと思われる。いずれにしても吉備一族の田狭の縁者であった可能性は高い。
以上が、『日本書紀』巻第十四、巻第十五に収められている物語である。これらの記録は『古事記』には見られないところから、『帝紀』・『旧辞』にあったものではなく、大伴氏の家記が『書紀』の中に取り入れられたものだろうという坂本太郎の説がある。